# Lasioptera tiliarum
Lasioptera tiliarum är en tvåvingeart som beskrevs av Mamaeva 1964. Lasioptera tiliarum ingår i släktet Lasioptera och familjen gallmyggor. Inga underarter finns listade i Catalogue of Life.